# Недосека, Анатолий Яковлевич
Анатолий Яќовлевич Недосека (20 сентября 1934, с. Будогощь, Ленинградская область) — ученый, доктор технических наук, профессор, заведующий отделом «Техническая диагностика сварных конструкций» Института электросварки им. Е. А. Патона НАН Украины, лауреат Государственной премии Украины в области науки и техники.

## Биография
Анатолий Яќовлевич Недосека родился 20 сентября 1934 года в с. Будогощь Киришского района Ленинградской области. В 1958 году окончил Киевский политехнический институт.
В 1958—1960 годах работал инженером конструкторского бюро, а с 1960 по 1978 годы — старшим инженером лаборатории изготовления сварных конструкций ИЭС им. Е. О. Патона.
В 1965 году ему было присвоено ученая степень кандидата технических наук, а в 1975 году — доктора технических наук.
В 1978—1983 годах Недосека работал руководителем лаборатории изготовления сварных конструкций, а с 1983 года он — заведующий отделом технической диагностики сварных конструкций Института электросварки имени Е. О. Патона. В 1989 году А. Недосеке было присвоено звание профессора. С 1993 года он работал заместителем председателя комитета Госпотребстандарта Украины по технической диагностике и неразрушающему контролю и заместителем главного редактора журнала «Техническая диагностика и неразрушающий контроль».

## Научные интересы
В круг научных интересов А. Недосеки входят проблемы диагностики и прогнозирования остаточного ресурса сварных соединений, материалов, покрытий и конструкций в процессе их эксплуатации.

## Публикации
- Недосека А. Я. Основы расчета и диагностики сварных конструкций (под редакцией Б. Е. Патона) — К.: Индпром, 2001. — 815 с.
- Патон Б. Е., Лобанов Л. М., Недосека А. Я. Техническая диагностика: вчера, сегодня и завтра // Техническая диагностика и неразрушающий контроль, № 4. — 2003. — С. 6—10.
- Патон Б. Е., Недосека A. Я. Диагностика конструкций и безопасности окружающей среды // Доклад на международной конференции «Человеческий фактор и окружающая среда» Международный институт сварки, 19-20 июля 1999 года, Лиссабон, Португалия.
- Недосека А. Я. Контроль критического напряженного состояния методом акустической эмиссии // В мире неразрушающего контроля, № 1(27). — 2005. — С. 14—16.
- Недосека А. Я. Об оценке состояния материала сварных конструкций // Сварка и родственные технологии мировой опыт и достижения II Международный симпозиум, Минск-Белоруссия, 28 марта 2001. — С. 33—39.
- Недосека А. Я., Недосека С. А., Волошкевич И. Г. Волны деформаций, возникающие при локальной перестройке структуры материалов// Техническая диагностика и неразрушающий контроль, № 3. — 2004. — С. 8—15.

## Награды
- Орден Дружбы народов (1982)
- Государственная премия Украины в области науки и техники (2006) «За разработку и внедрение средств неразрушающего контроля и технологий диагностики машиностроительного и нефтегазового оборудования длительной эксплуатации».
- Премия НАН Украины имени Е. О. Патона (2010) за цикл работ «Акустико-эмиссионная диагностика материалов и конструкций»